# Портвейн красный Массандра
Портвейн красный Массандра — марочное красное креплёное вино. Эксклюзивный производитель ГК НПАО «Массандра» в Крыму

## История
Вино изготавливается с 1894 года. Официальное название тех лет — «Массандра № 81». В 1941 году производство портвейна было эвакуировано в Тбилиси. В 1945 году — возвращается в подвалы в Массандровского завода.
Для изготовления используется сорт винограда Мурведр с незначительным добавлением европейских красных сортов. Виноградники этого вида выращиваются на участках между горами Кошка и Кастель. Для выработки портвейна используется виноград с содержанием не менее 20 % сахара.

## Особенности изготовления
Изготовление вина выполняется в несколько этапов:
- дробление собранного материала с гребнеотделением;
- подбраживание сусла на мезге с дальнейшим спиртованием для получения необходимой кондиции спирта и сахара;
- выдерживание в дубовой таре в течение трех лет в подвалах алупкинской винодельни.

В этот период производится несколько переливок:
- открытая и закрытая на первом году;
- закрытая на третий год.

Процесс портвейнизации, протекающий в течение трех лет, позволяет вину накопить особые качества, столь привлекательные в напитке.

## Основные характеристики
- Спирт — 18,5 %;
- Сахар — 6 %;
- Кислоты — 3-7 г/куб.дм.
- Цвет — темный оттенок рубинового;
- Аромат — яркий сортовой с ненавязчивыми тонами паслёна. С годами букет приобретает коньячные ноты;
- Выдержка — три года.

## Награды
«Портвейн красный Массандра» обладатель серебряной медали, диплома второй степени, полученными на конкурсе «Крым вино» 1995 года.

## Оценки за дегустацию
- 1944, 1946 гг- 10 баллов;
- в 1945 году — 9,9;
- 1947 — 9,8;
- 1948, 1949, 1951—1953 гг — 9,5;
- 1950 год — 9,7;
- 1954 год — 9,4 балла;
- 1989 год — дегустация портвейна урожая 1984 года. Высший балл — 10,0;